# Боне Баев
Боне Баев е български геолог и зоолог.

## Биография
Роден е в Шипка. През 1891 г. завършва естествени науки в Женевския университет. На 20 август 1889 г. е избран за член на Швейцарското геоложко дружество. През януари-ноември 1890 г. извършва ежедневни изследвания на физически и химически показатели на водите на река Арве. Резултатите от това проучване са представени в дисертацията му на тема „Водите на река Арве, изследвания по експериментална геология на ерозията и транспорта в поройни реки с ледникови притоци.“   Успешно я защитава и е удостоен с научната степен доктор по естествени науки. За задълбоченото си проучване на слабо разработено научно направление в областта на потамологията получава университетската награда „Дейви“ за 1891 г. От 15 октомври 1891 г. става първият преподавател, извънреден, по минералогия, геология и зоология във физико-математическия факултет на Софийския университет, а от 1 септември 1893 г. е редовен преподавател. Води курсове по минералогия, геология и зоология. Почива на 19 май 1894 г. в Истанбул.